# Jørgen Kraglund
Jørgen Kraglund (født 25. maj 1943 i Hjørring) er en dansk grafiker. Uddannet grafiker fra Den Grafiske Højskole i København 1970. Fra 1971 til 2005 fastansat som illustrator m.m. på det kulturhistoriske og arkæologiske tidsskrift Skalk og det tilknyttede forlag Wormianum. Han modtog i 2005 Forening for Boghaandværks ærespris, der gives for "en særlig indsats ved udgivelsen af veludførte bøger."
Kraglunds illustrationer er utallige og har et meget karakteristisk udtryk. Blandt (kultur)historikere og arkæologer er de velkendte og højt værdsatte for deres akkuratesse og enkle, men alligevel detaljerede streg. Ofte benyttes også en karakteristisk nuanceret, akvarellignende farvelægning, der spænder fra det sarte og delikate udtryk, til det krasse farvevalg, og de er generelt meget visuelt dragende. 
Motiverne er – i sagens natur – ofte fortidsminder, f.eks. rentegninger af udgravningsresultater (en gravhøj gennemskåret, en rekonstrueret middelalderborg osv.), men lige så ofte har han illustreret hele værker, f.eks. kildeskrifter. Af og til har han opnået bred folkelig påskønnelse, bl.a. med Globs brændevinsbog (Wormianum, 1972), og for sin medvirken på den (for danskere) efterhånden legendariske tidstavle fra Skalk, hvor man følger mennesket fra istiden indtil i dag, som hænger i mange klasselokaler landet over (idé: Harald Andersen, tegning: Jens Bech. Tavlen blev senest revideret i 2007). 
Han modtog prisen som Årets Arkæolog i 1999 sammen med Christian Adamsen for sit arbejde med Skalk.